# Täthetsfunktion
Inom sannolikhetsteori ger täthetsfunktionen en bild av hur sannolika olika resultat är i förhållande till varandra till skillnad från fördelningsfunktionen som ger sannolikheten att variabeln antar värden som "ligger till vänster" om en given punkt {\displaystyle x} på talaxeln, dvs. inom intervallet {\displaystyle [x,x+dx]}.
Ett annat vanligt namn på täthetsfunktionen är frekvensfunktion, men skall man vara precis gör man distinktionen frekvensfunktion eller sannolikhetsfunktion för diskreta stokastiska variabler och täthetsfunktion för kontinuerliga.

## Kontinuerlig endimensionell täthetsfunktion
Givet en kontinuerlig slumpvariabel (stokastisk variabel) {\displaystyle X} beskriver täthetsfunktionen {\displaystyle f(x)}  sannolikheten att variabeln ska anta värden mellan {\displaystyle a} och {\displaystyle b} med hjälp av formeln
{\displaystyle \Pr(a<X\leq b)=\int _{a}^{b}f(u)\,du}
Om {\displaystyle F(x)} är den kumulativa fördelningsfunktionen för {\displaystyle X} så erhålles den ur
{\displaystyle F(x)=\int _{-\infty }^{x}f(u)\,du}
och om {\displaystyle f(x)} är kontinuerlig i {\displaystyle x} så är
{\displaystyle f(x)={\frac {d}{dx}}F(x)}.

## Diskret endimensionell frekvensfunktion
Givet en diskret stokastisk variabel {\displaystyle X} ges frekvensfunktionen av
{\displaystyle f(x)=\sum _{i=1}^{n}\Pr(X=x_{i})\,\delta (x-x_{i}),}

## Formell definition
För den stokastiska variabeln {\displaystyle X} kan man associera en täthetsfunktion {\displaystyle f(x)} som uppfyller villkoren:
1. Icke-negativitet för alla {\displaystyle x},
2. Dess integral över alla x är lika med 1.

En täthetsfunktion som inte uppfyller det sista villkoret kallas onormerad.